# تپه قلعه هرسم
تپه قلعه هرسم مربوط به دوره ایلخانی است و در شهرستان اسلام‌آباد غرب، بخش حمیل، دهستان هرسم، داخل روستای هرسم واقع شده و این اثر در تاریخ ۶ اسفند ۱۳۸۵ با شمارهٔ ثبت ۱۷۵۵۴ به‌عنوان یکی از آثار ملی ایران به ثبت رسیده است.